# Judith Berkson
Judith Berkson (* 1977) ist eine US-amerikanische Musikerin (Gesang (Mezzosopran), Piano, Keyboard, Orgel, Arrangement, Komposition) und Kantorin, die sowohl im Bereich der Jazz- und zeitgenössischen Musik als auch der jüdischen Musik tätig ist.

## Leben und Wirken
Berkson hatte ab fünf Jahren Klavierunterricht. Ihr Vater ist Kantor in einer Chicagoer Synagoge, wo sie Unterricht in jüdischer liturgischer Musik erhielt. Während ihrer Highschoolzeit begann sie sich für Oper und Kunstlied zu interessieren und studierte dann am New England Conservatory in Boston Gesang bei Lucy Shelton, Piano bei Judith Godfrey und Viola Haas, außerdem Musiktheorie und Komposition bei Joe Maneri. Ab 2001 kam sie in New York durch ihren Freundeskreis in die dortige Jazzszene, wo sie erste Auftritte als Sängerin und Keyboarderin hatte und an Aufnahmen von Justin Mullens, Steve Coleman (Lucidarium, 2003) und Jacob Garchik mitwirkte. Ferner spielte sie mit The Four Bags, Gerard Pape, Ken Thomson, Joe Maneri, Matthew Welch, Ohad Talmor, Hans Breder, Carlos Cuellar und Julia Werntz.
Daneben arbeitete sie im Bereich der klassischen und Neuen Musik mit dem Wet Ink Ensemble und trat bei den Internationalen Brucknertagen St. Florian, dem American Festival of Microtonal Music und dem Jüdischen Kulturfestival in Krakau auf, außerdem schrieb und arrangierte sie für das Kronos Quartet. Hauptberuflich ist sie als stellvertretende Kantorin und Hebräischlehrerin an der Old Westbury Hebrew Congregation in New York tätig. In den 2000er-Jahren konzentrierte sie ihre Aktivitäten vorwiegend auf Soloperformances und die Möglichkeiten der Stimme mit der Begleitung durch Tasteninstrumente neu auszuloten. 2006 nahm sie ihr Debütalbum Lu-Lu auf, gefolgt vom ECM-Album Oylam (2010), auf dem sie Kabarett- und Jazzstandards wie Cole Porters „All of You“ und George Gershwins „They Can’t Take That Away from Me“ jiddischem Liedgut wie dem jüdischen Kantorlied „Ahavas Oylam“ und „Huyet, Huyet“, ein Stück des jiddisch-polnischen Poeten und Komponisten Mordechaj Gebirtig, gegenüberstellte, ferner Eigenkompositionen und eine Jazzversion des Lieds „Der Leiermann“ aus Franz Schuberts Winterreise. 2012 hatte im Roulette Berksons Kammeroper The Vienna Rite Uraufführung, die das Leben des Wiener Kantors und Komponisten Salomon Sulzer (1804–1890) thematisierte. Im Bereich des Jazz war sie zwischen 2003 und 2012 an sieben Aufnahmesessions beteiligt. Berkson lebt in Brooklyn.